# Ільїн Олексій Вікторович
Олексій Ільїн (рос. Ильин, Алексей Викторович; нар. 1 травня 1958, Москва, СРСР) — радянський та російський футболіст, захисник, а також футбольний тренер. З 2010 року — тренер брянського «Динамо». Вихованець ЦСіО Локомотив (Москва).

## Клубна кар'єра
Народився в Москві. Вихованець ЦСіО «Локомотив» (Москва). Починав кар'єру футболіста в 1975 році в «Локомотиві». У сезонах 1980-1981 років грав у ФК «Кайрат». У 1982 році повернувся в «Локомотив», але в 1986 році зіграв один сезон у складі футбольного клубу «Колос» (Нікополь). Пізніше перейшов у тюменський «Геолог» і грав у ньому з 1987 по 1991 рік. 
У 1992 році перейшов до клубу «Верес» (Рівне). За рівненську команду дебютував 14 березня 1992 року у програному (0:1) виїзного поєдинку 1-го туру підгрупи 1 першої ліги чемпіонату України проти мукачевського «Прибориста». Олексій вийшов на поле в стартовому складі, а на 65-ій хвилині його замінив Микола Каліщук. Дебютним голом за «Верес» відзначився 5 липня 1992 року на 46-ій хвилині (реалізував пенальті) у переможному (3:2) домашньому поєдинку 30-го туру підгрупи 1 першої ліги чемпіонату України проти дрогобицької «Галичини». Ільїн вийшов на поле в стартовому складі та відіграв увесь поєдинок. Протягом свого перебування у «Вересі» в чемпіонаті України зіграв 37 матчів та відзначився 2-ма голами, ще 4 поєдинки за рівненську команду зіграв у кубку України.
Останні два сезони відіграв у «Динамо» (Вологда) та тобольському «Іртиші» відповідно.

## Кар'єра у збірній
Учасник переможного для радянської команди Чемпіонату світу з футболу серед молодіжних команд 1977 року в Тунісі. Відіграв усі п'ять матчів.

## Кар'єра тренера
З 2003 року працює тренером. У різний час був одним з тренерів таких футбольних клубів, як «Сатурн-REN TV», «Ростов», «Динамо» (Москва), «Терек». З 2010 року обіймає посаду одного з тренерів брянського «Динамо».

## Досягнення
- Молодіжний чемпіонат світу
  -  Володар (1): 1977

- Майстер спорту СРСР міжнародного класу